# Indy Lights 2001
Indy Lights 2001 var den sista upplagan arrangerad tillsammans med CART. Townsend Bell vann titeln.

## Delsegrare
| Datum      | Bana            | Vinnare         |
| ---------- | --------------- | --------------- |
| 11 mars    | Fundiora Park   | Derek Higgins   |
| 8 april    | Long Beach      | Townsend Bell   |
| 28 april   | Fort Worth      | Damien Faulkner |
| 3 juni     | Milwaukee       | Townsend Bell   |
| 24 juni    | Portland        | Damien Faulkner |
| 8 juli     | Kansas Speedway | Kristian Kolby  |
| 15 juli    | Toronto         | Townsend Bell   |
| 12 augusti | Mid-Ohio        | Townsend Bell   |
| 26 augusti | Gateway         | Dan Wheldon     |
| 5 oktober  | Road Atlanta    | Dan Wheldon     |
| 14 oktober | Laguna Seca     | Townsend Bell   |
| 4 november | Fontana         | Townsend Bell   |

## Slutställning
| Plats | Förare           | Poäng |
| ----- | ---------------- | ----- |
| 1     | Townsend Bell    | 193   |
| 2     | Dan Wheldon      | 149   |
| 3     | Damien Faulkner  | 141   |
| 4     | Mario Domínguez  | 120   |
| 5     | Derek Higgins    | 113   |
| 6     | Matthew Halliday | 89    |
| 7     | Luis Díaz        | 88    |
| 8     | Kristian Kolby   | 87    |